# Iochroma arborescens
Espèce
Iochroma arborescens est une espèce de plante à fleurs du genre Iochroma, de la famille des Solanaceae. Auparavant, elle était considérée comme l'unique espèce du genre monotypique Acnistus.

## Description
Iochroma arborescens forme un petit arbre à branches inclinées pouvant atteindre 10 m de hauteur. Il fleurit en grappes sur les parties nues des branches sous les feuilles. Les feuilles sont alternes, simples, elliptiques et flasques, étroites en forme de long V à la base, plus ou moins rétrécies en pointe à l'extrémité, de 15 à 30 cm de long et de 5 à 15 cm de large, à bords entiers ou légèrement ondulés, glabres sauf lorsqu'elles sont jeunes. Les jeunes tiges et les jeunes feuilles ont des poils rouilles. Les fleurs parfumées s'épanouissent en grappes de trente ou plus, avec des tubes en forme d'entonnoir large d'environ 1,2 cm de long et des lobes recourbés. Les étamines saillantes sont blanc verdâtre à crème. Le fruit est une baie orangée vif, il est rond, mesure environ 1,5 cm de diamètre et contient de nombreuses graines. Il existe des preuves que ces fruits sont dispersés par les oiseaux.
La plante fleurit sporadiquement tout au long de l'année et fructifie généralement de mars à juillet.

## Répartition et habitat
La plante est originaire d'Centrale et d'Amérique du Sud, et des Caraïbes. C'est une espèce caractéristique des forêts de nuages montagnardes (dans les clairières, les lisières de forêts, etc.) entre 300 et 2000m d'altitude. À Porto Rico et dans les îles Vierges américaines, elle est classée par le ministère américain de l'agriculture comme une espèce végétale indigène.

## Comestibilité des fruits

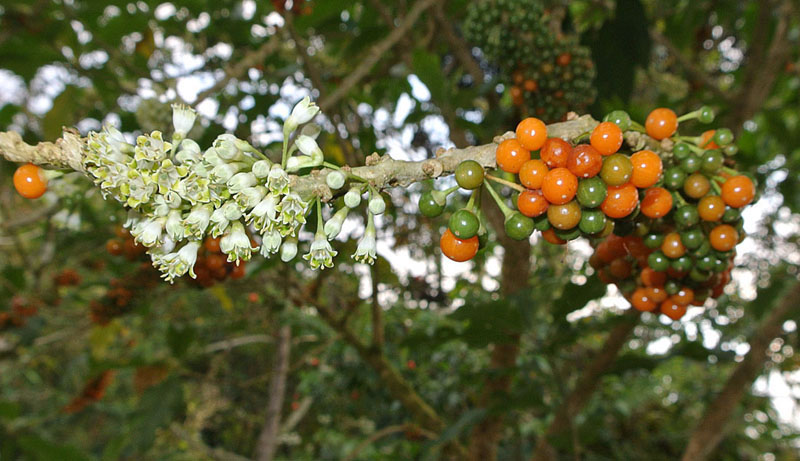
Branche de Acnistus arborescens portant à la fois des fleurs et des fruits - mûrs et non mûrs. Plante sauvage, Parc national de Sumaco Napo-Galeras, Équateur - où la plante porte le nom commun de Gallinero

Certaines sources affirment que les fruits attrayants sont comestibles (bien qu'ils provoquent une diarrhée s'ils sont consommés en excès) : d'autres affirment qu'ils sont immangeables, en raison de leur amertume ou de leur insipidité. La variabilité de la composition chimique des différentes populations (voir ci-dessous) peut expliquer ces témoignages contradictoires. En plus d'être consommés crus, les fruits ont également été utilisés pour préparer des conserves de fruits et des gelées.

## Utilisation médicinale

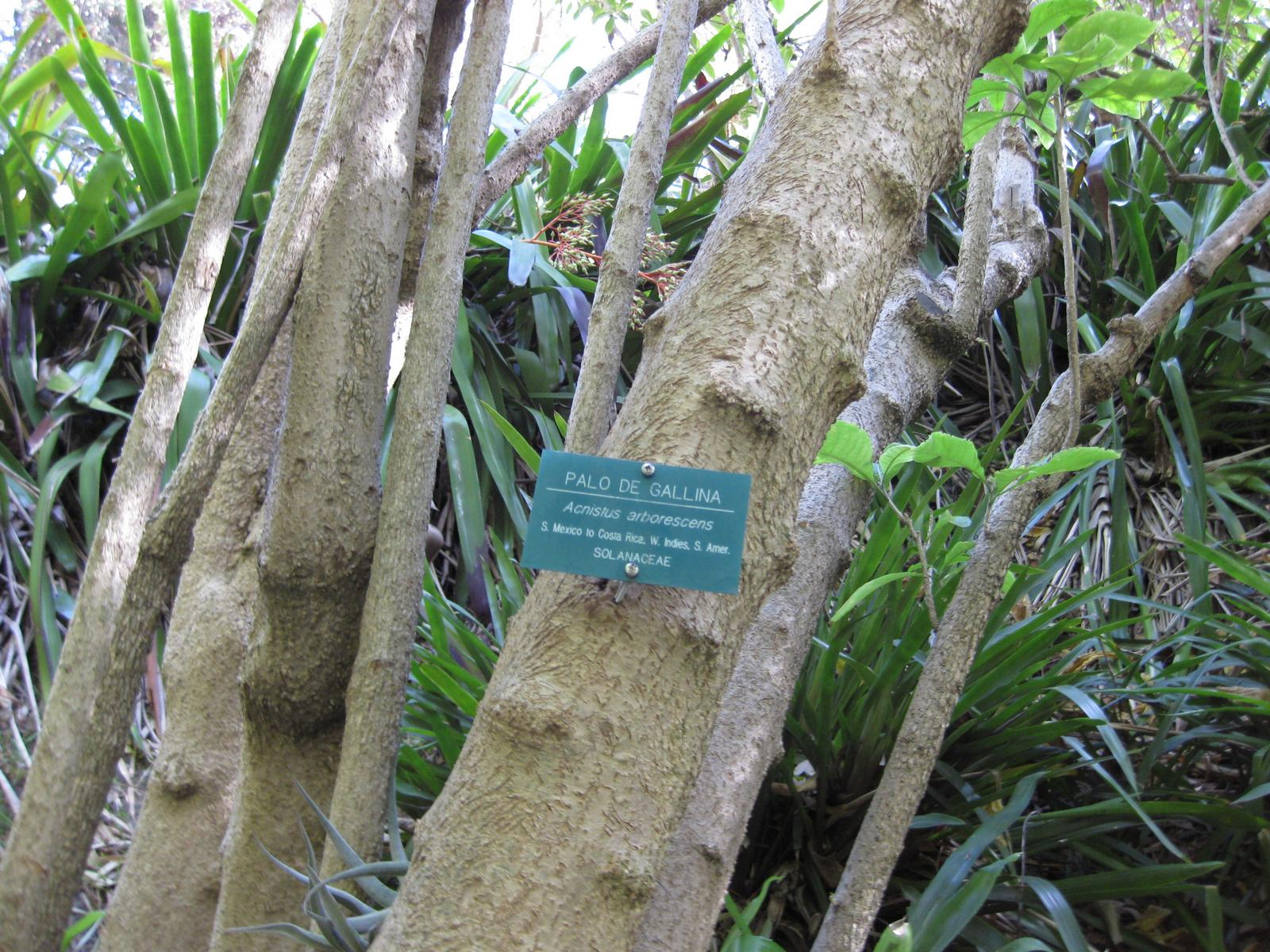
Troncs d'un spécimen mature d'Iochroma arborescens présentant une écorce grise et liégeuse

Les extraits de feuilles ont été utilisés en médecine traditionnelle pour traiter les tumeurs cancéreuses, et des études scientifiques indiquent que les composés présents dans la plante ont une activité cytotoxique in vitro contre un panel de lignées de cellules cancéreuses humaines. Les études scientifiques indiquent que les composés présents dans la plante présentent une activité cytotoxique in vitro contre un panel de lignées de cellules cancéreuses humaines. Une infusion chaude des feuilles ou de l'écorce est utilisée pour soigner les ecchymoses et les entorses.

### Usages traditionnels
Iochroma arborescens est utilisé aux Antilles pour traiter les douleurs, les névralgies, les maux de tête, les coups, les hémorroïdes, les mycoses cutanées, l'exéma, les pellicules, l'état grippal, les toux.

### Effet psychoactif
Au Brésil, la plante est considérée comme psychoactive, possédant des propriétés narcotiques et dépressives. Le nom patois « Tabak djab » (« tabac du diable ») peut être significatif dans ce contexte, suggérant que les feuilles de la plante ont pu être fumées. Comparez le nom espagnol « Tabaco del Diablo » - qui signifie également « tabac du diable » - appliqué à la « Lobelia tupa », une plante narcotique fumée par les Mapuche du Chili.

## Toxicité
Iochroma arborescens est rarement décrite dans la littérature comme une plante particulièrement toxique, mais deux séries de notes d'herbier provenant de spécimens séchés conservés par le New York Botanical Garden présentent une image différente : un spécimen collecté au Pérou porte la note « sève très toxique » et donne le nom commun « Catahui », tandis qu'un autre collecté en Martinique sous le synonyme Atropa arborescens porte la note « Die Pflanze enthält narkotisch giftige Stoffe » (la plante contient des poisons narcotiques).
La plante contient des withanolides, notamment des withaphysalines cytotoxiques Un alcaloïde, l'acnistine, est également parfois présent ont indiqué que cette espèce tropicale américaine très répandue contient un certain nombre de races chimiques, d'autres analyses de la même espèce ayant donné d'autres composés encore. Ayensu (1981) cite des alcaloïdes, des glycosides, des acides organiques, des saponines et des tanins comme constituants du matériel végétal collecté à Trinidad et à Dominique.
L'huile essentielle des feuilles récoltées sur une population d'Iochroma arborescens poussant dans les environs de Mérida, Venezuela, a été isolée par distillation à la vapeur d'eau. La composition chimique de l'huile de feuille ainsi récupérée a été déterminée par GC-FID et GC-MS et les composants les plus abondants se sont avérés être le (Z)-hex-2-énal (40,7%)et estragol (25,6%).

## Influence de l'odeur florale sur la pollinisation par les insectes

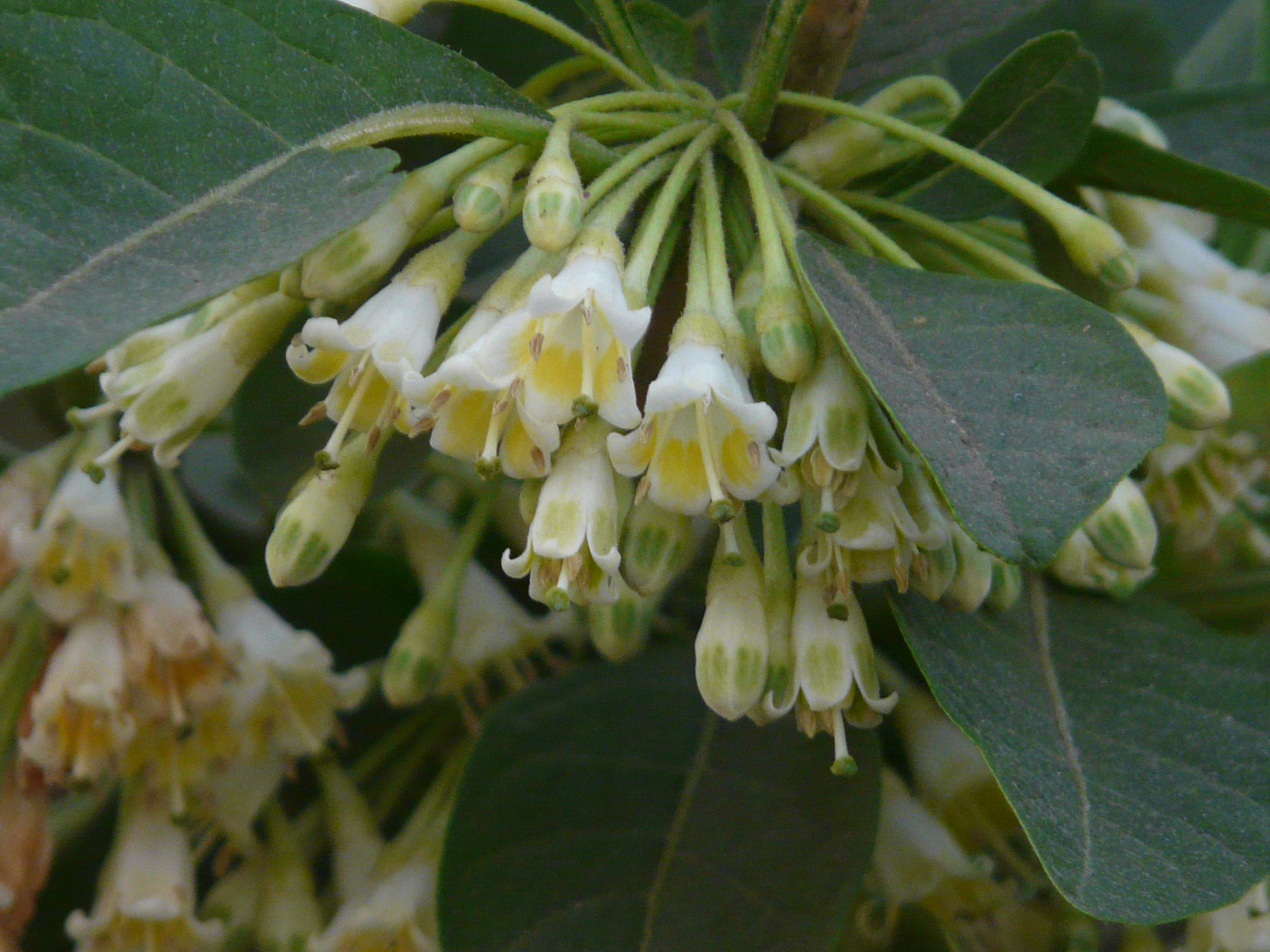
Les fleurs parfumées de Acnistus arborescens, qui dégagent une substance volatile rare attirant les abeilles.

Les fleurs de I. arborescens sécrètent un composé odorant rare (bien que présent également dans les roses et les fleurs de l'Amaryllis Narcissus tazetta) appelé éther diméthylique d'orcinol ou 3,5-Diméthoxytoluène. Cette substance volatile est presque indétectable par le nez humain, mais (comme l'ont révélé des expériences) facilement détectable par le sens olfactif des abeilles mellifères.

## Culture

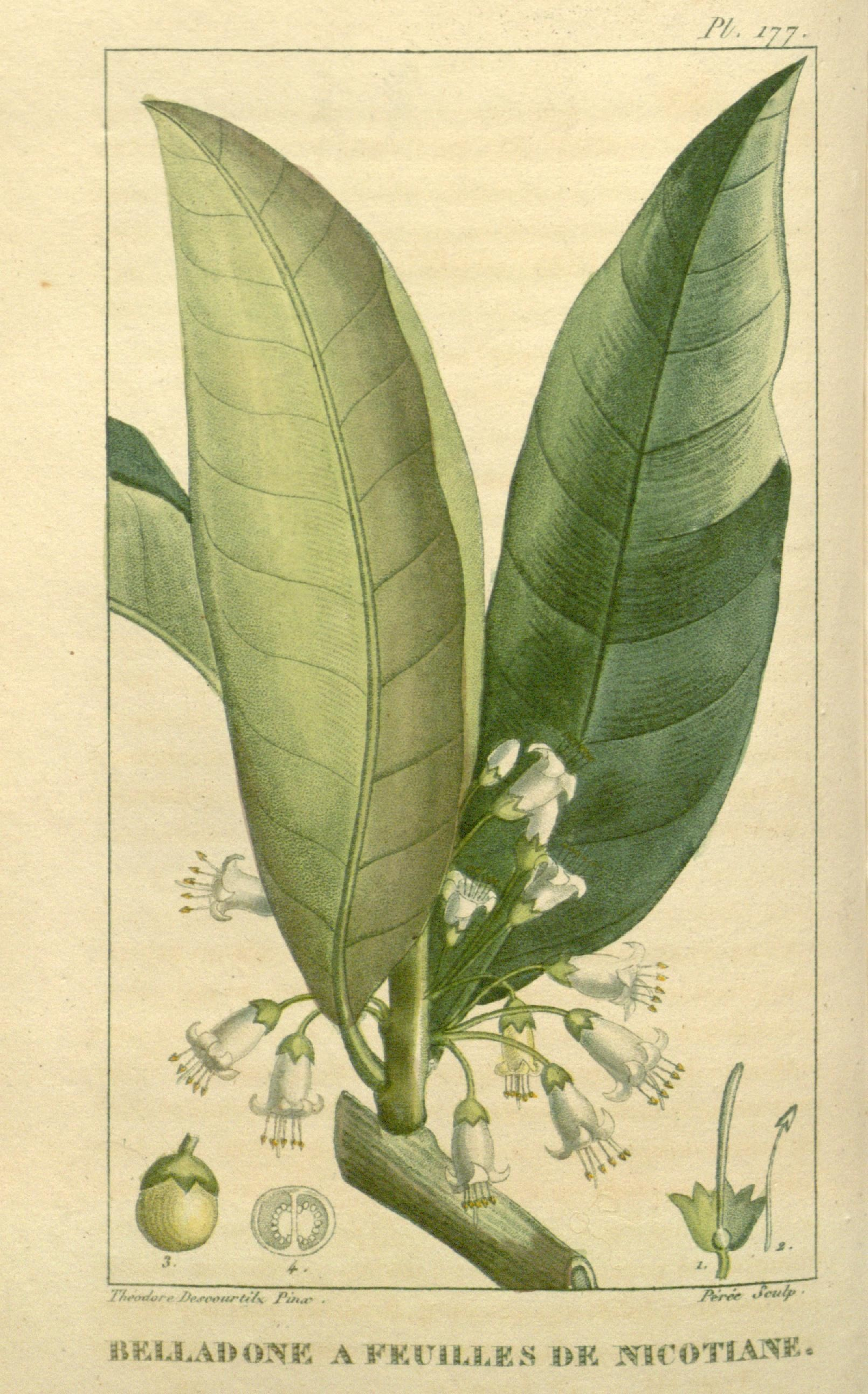
Planche dans Flore médicale des Antilles (1827) par J. Descourtilz, portant le titre « Nicotiana-leaved (i.e. Tobacco-leaved) belladonna » et montrant l'anatomie de la fleur et du fruit de Iochroma arborescens.

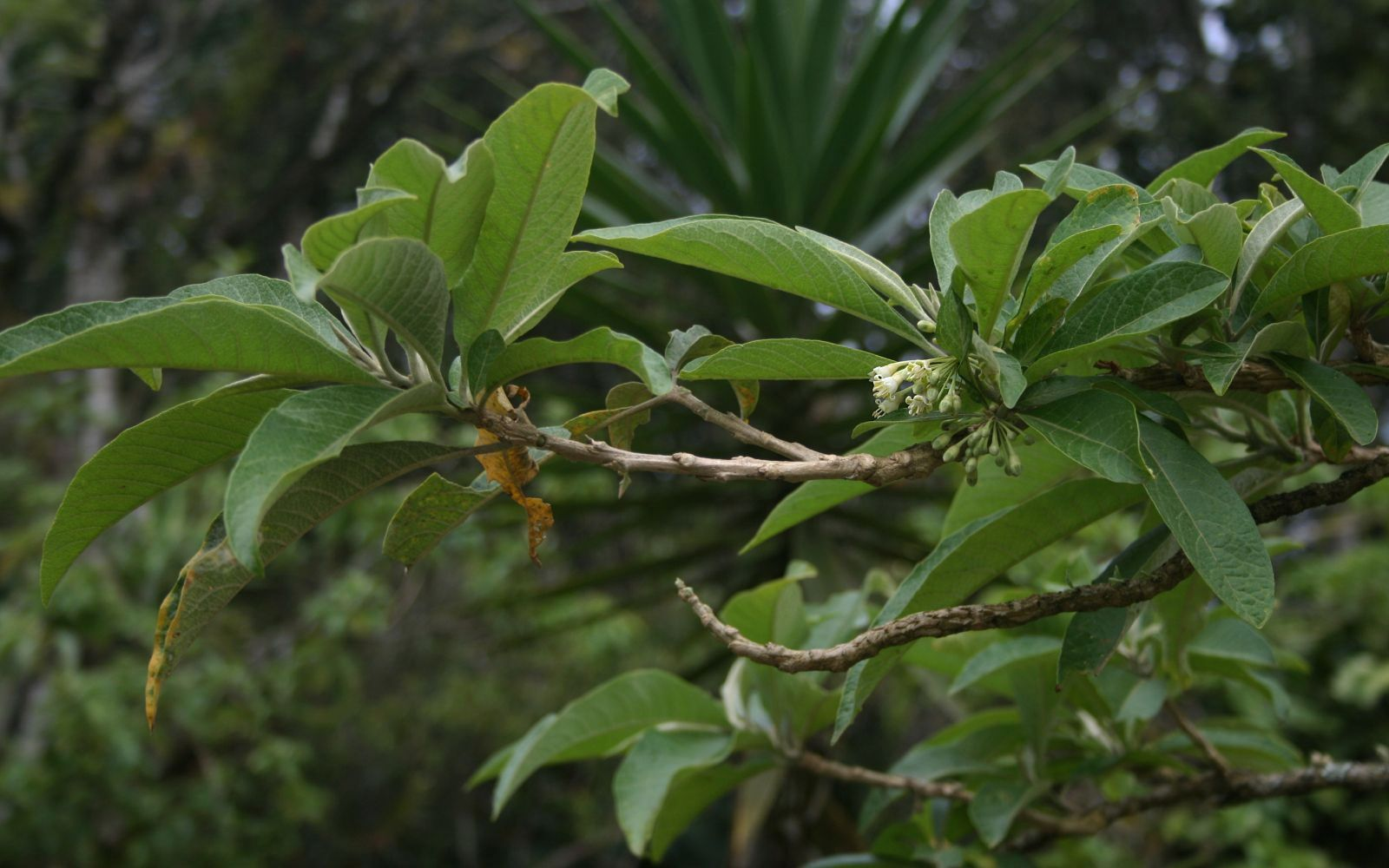
Iochroma arborescens, cultivé au Lankester Botanical Garden Costa Rica.

Iochroma arborescens est cultivé comme arbre ornemental pour les jardins et les aménagements paysagers naturels pour ses fleurs attrayantes et ses beaux fruits dorés abondants, ces derniers étant appréciés par de nombreuses espèces d'oiseaux - d'où son nom commun brésilien Fruta-de-sabiá (Portugais pour « fruit de grive »).

## Systématique
Le nom correct complet (avec auteur) de ce taxon est Iochroma arborescens (L.) J.M.H.Shaw (d).
L'espèce a été initialement classée dans le genre Atropa sous le basionyme Atropa arborescens L..

### Étymologie
L'ancien nom de genre Acnistus a été remplacé par Acnistus.d Il semble que ce soit un composé du préfixe grec « a- » et du latin « cnistus » [ erreur de lecture du latin « crista » - une crête ? ], ce qui donnerait le sens « sans crête ». Une dérivation plus probable, cependant, est le mot grec homérique άκνηστις (pron. 'akneestis' / 'aknistis'), qui signifie 'épine dorsale'  peut-être en référence aux bandes longitudinales blanches, semblables à une épine dorsale, qui courent au centre de chaque tache verte sur l'extérieur de la corolle.
Iochroma arborescens a pour noms communs gallinero (= 'henhouse'), mata-gallina (= 'chicken-killer'), fruta-de-sabiá (= 'thrush-fruit'), hollowheart, wild tobacco, siyou, bastard sirio, galán arbóreo, tabaco de monte (= 'mountain tobacco'), nigüito, marieneira, güitite, et tabak djab (= 'devil's tobacco').

### Publication
Le nom de genre Acnistus a été publié par le botaniste autrichien Heinrich Wilhelm Schott dans Wiener Zeitschrift für Kunst, Litteratur, Theater und Mode, (- abréviation :'Wiener Z. Kunst' - une revue contenant des descriptions botaniques et des illustrations publiées entre les années 1817 et 1848 ) : Vol. 4 : 1180 le 28 novembre de l'année 1829.
Le binôme Acnistus arborescens (L.) Schltdl. a été publié par le botaniste allemand Diederich Franz Leonhard von Schlechtendal dans la revue Linnaea, Vol. 7 (pps. 67-68) en 1832.

### Histoire et classification
.

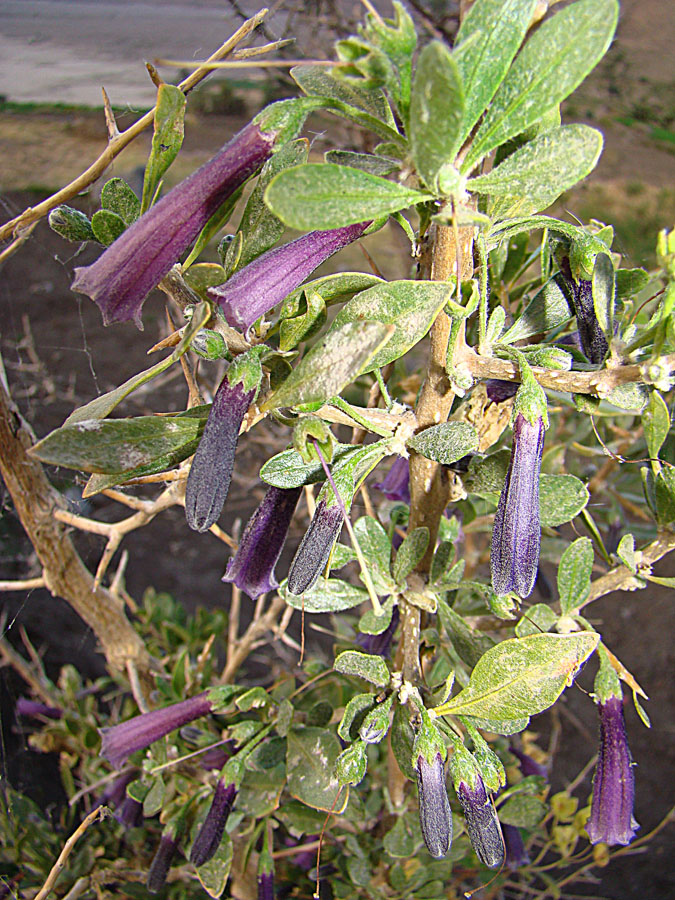
Dunalia spinosa, plante sauvage, poussant près de la ville de Chachas dans le sud du Pérou (La plante maintenant connue sous le nom de Iochroma arborescens a, dans le passé, été assignée au genre étroitement apparenté Dunalia - parmi beaucoup d'autres genres.)

Le cas d'« Acnistus arborescens » est remarquable, si l'on considère les vicissitudes de son histoire taxonomique longue et variée ; il a reçu 29 noms botaniques avec 17 épithètes différents associés à 6 noms génériques
Depuis que Hunziker a fait l'observation citée ci-dessus, le cas de Acnistus arborescens est devenu encore plus remarquable : la liste des plantes énumère pas moins de 11 genres auxquels la plante a été attribuée depuis qu'elle est connue de la science :
Acnistus, Atropa, Brachistus, Capsicum, Cestrum, Dunalia, Ephaiola, Eplateia, Fregirardia, Lycium et Pederlea. La brève attribution au genre Cestrum est particulièrement large, étant donné que le nom générique Cestrum a en fait fourni le nom de la sous-famille Cestroideae (Acnistus appartient à la sous-famille des Solanoideae, pas aux Cestroideae. Atropa est un genre exclusivement Ancien Monde. Le genre obsolète Fregirardia contenait autrefois diverses espèces de Capsicum et une seule espèce de Cestrum ; tandis que les genres obsolètes Ephaiola, Eplateia et Pederlea se rapportent uniquement à Acnistus arborescens. Parmi les genres de la liste ci-dessus, Dunalia est le genre le plus étroitement lié à Acnistus, car il appartient à la même tribu au sein des Solanoideae, à savoir Physaleae (nommé d'après Physalis).
En effet, Hunziker attire l'attention sur le fait que, tant est étroite la relation entre Acnistus, Dunalia et Iochroma....
...ces trois genres ont été fusionnés par Sleumer, but soon after Hunziker, a attiré l'attention sur l'agrafe élaborée of Dunalia and its taxonomic importance as well. – Armando Hunziker

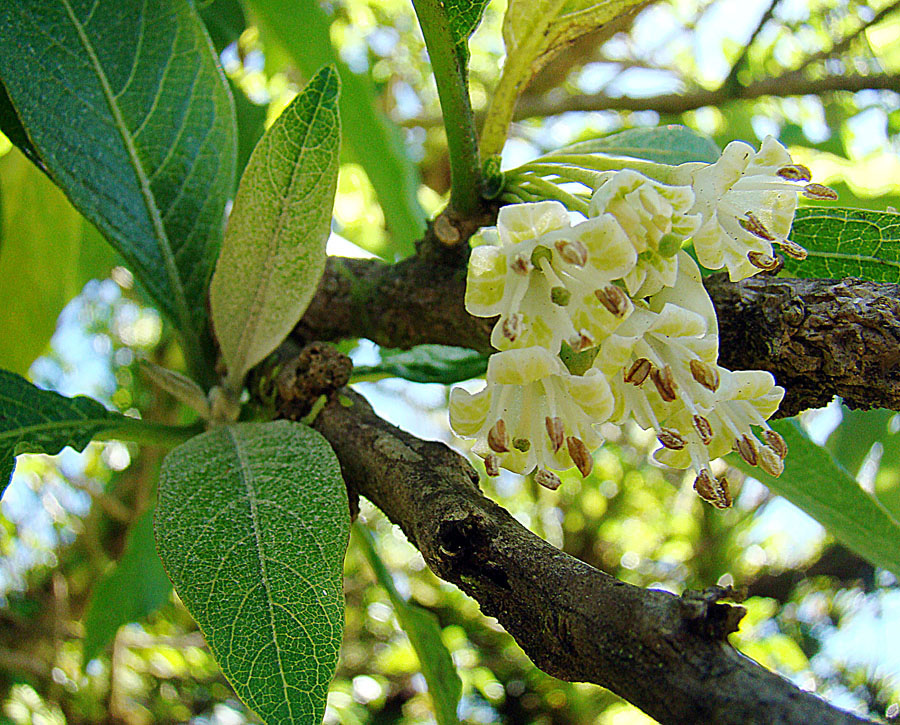
Vue de dessous des fleurs révélant des signes taxonomiques significatifs 1.) des anthères courtes et 2.) des marques vert jaunâtre à l'intérieur des lobes de la corolle. Plante sauvage, Volcan Mombacho, Nicaragua

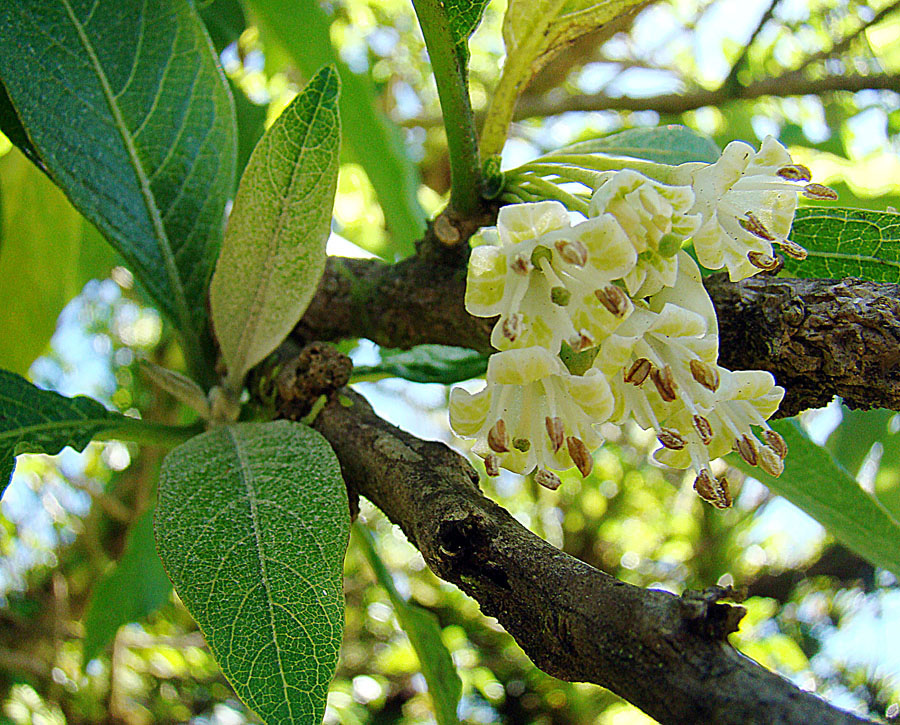
Fleurs de Iochroma arborescens

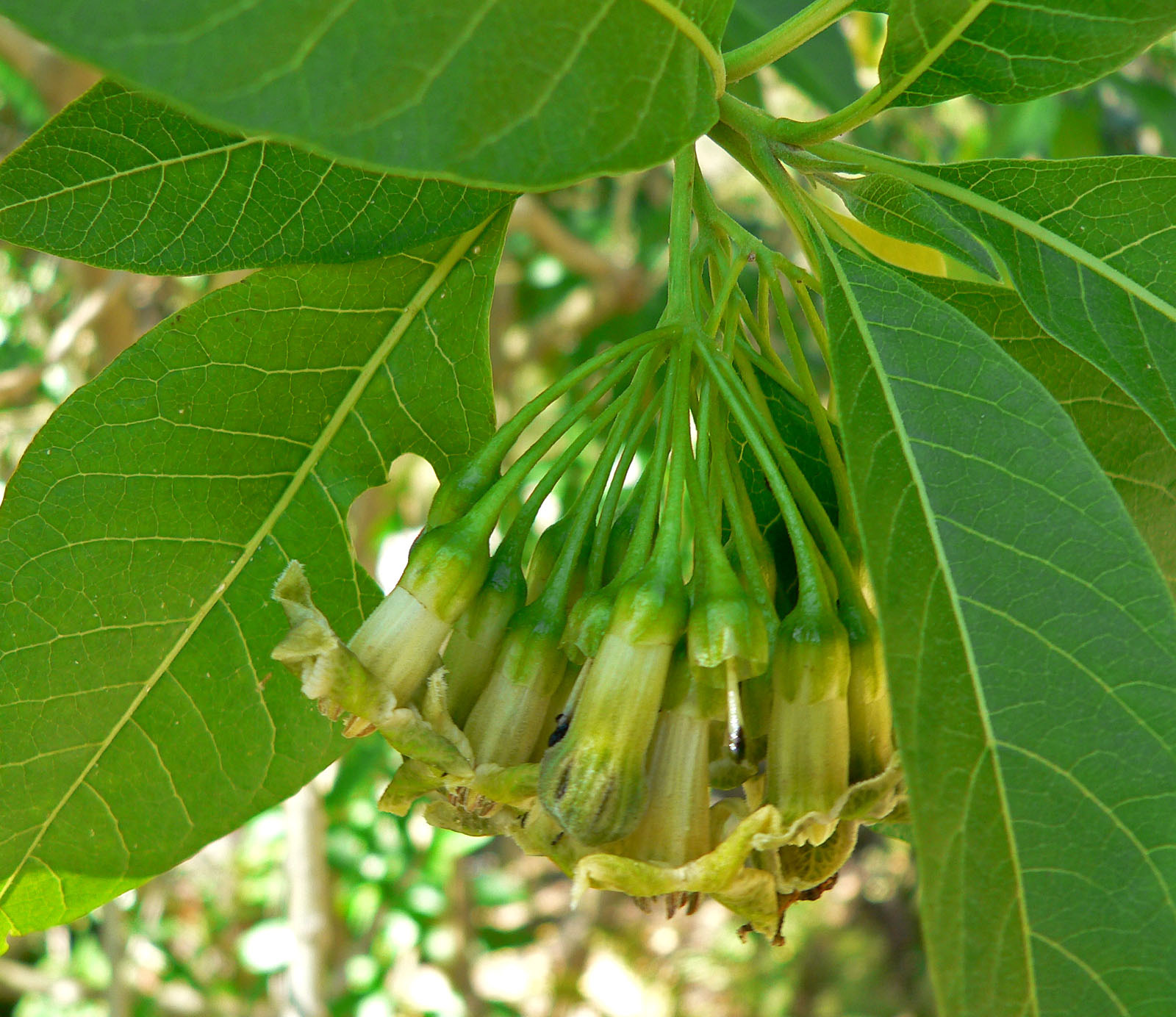
Les fleurs de certaines espèces de Iochroma présentent une similitude marquée avec celles de Acnistus - noter en particulier les bandes vertes à l'intérieur des lobes blancs de la corolle (Iochroma umbellatum)

### Synonymes
Iochroma arborescens a pour synonymes :
- Acnistus aggregatus (Ruiz & Pav.) Miers
- Acnistus arborescens (L.) Schltdl.
- Acnistus benthamii Miers
- Acnistus campanulatus (Lam.) Merr.
- Acnistus cauliflorus (Jacq.) Schott
- Acnistus cerasus Hieron.
- Acnistus cerasus Hieron. ex Seckt
- Acnistus floccosus Werderm.
- Acnistus floribundus (Kunth) G.Don
- Acnistus frutescens Bello
- Acnistus grandiflorus (Wild.) Miers
- Acnistus guayaquilensis (Kunth) G.Don
- Acnistus lehmannii Dammer
- Acnistus macrophyllus (Benth.) Standl.
- Acnistus miersii Dunal
- Acnistus plumieri Miers
- Acnistus pringlei Fernald
- Acnistus punctatus Ridl.
- Acnistus ramiflorus Miers
- Acnistus sideroxyloides (Willd. ex Roem. & Schult.) G.Don
- Acnistus virgatus Griseb.
- Atropa arborea Willd.
- Atropa arborea Willd. ex Dunal
- Atropa arborescens L.
- Atropa arborescens Roem. & Schult.
- Atropa sideroxyloides Willd.
- Atropa sideroxyloides Willd. ex Roem. & Schult.
- Atropa solanacea All.
- Atropa solanacea All. ex Steud.
- Brachistus oblongifolius Miers
- Capsicum oblongifolium (Miers) Kuntze
- Cestrum campanulatum Lam.
- Cestrum cauliflorum Jacq.
- Cestrum cauliflorum Sieber
- Cestrum cauliflorum Sieber ex Bercht. & C.Presl
- Cestrum kohauti Bercht. & J.Presl
- Cestrum macrostemon Sessé & Moc.
- Dunalia arborescens var. campanulata (Lam.) J.F.Macbr.
- Dunalia arborescens (L.) Sleumer
- Dunalia campanulata (Lam.) J.F.Macbr.
- Dunalia macrophylla (Benth.) Sleumer
- Ephaiola odorata Raf.
- Eplateia arborescens (L.) Raf.
- Lycium aggregatum Ruiz & Pav.
- Lycium arborescens (L.) Spreng.
- Lycium floribundum Kunth
- Lycium grandiflorum Steud.
- Lycium grandifolium Willd.
- Lycium grandifolium Willd. ex Roem. & Schult.
- Lycium guayaquilense Kunth
- Lycium macrophyllum Benth.
- Lycium ovale Roem. & Schult.
- Pederlea aggregata (Ruiz & Pav.) Raf.
- Pederlea arborescens (L.) Raf.
- Pederlea cestroides (Schltdl.) Raf.
- Solanum congestum Vell.
- Solanum solanaceum Druce